# João Oliveira (football, 1996)
Pour les articles homonymes, voir João Oliveira et Oliveira.
João Pedro Abreu de Oliveira, né le 6 janvier 1996 à Nyon (Suisse), est un footballeur helvético-portugais, qui joue au poste d'attaquant au sein du club du FC Lausanne-Sport.

## Biographie

### Jeunesse et formation
Né le 6 janvier 1996 à Nyon, João Oliveira grandit à Eysins et commence le football au FC Gingins, puis au FC Stade nyonnais avant de partir à l'âge de 15 ans au FC Bâle.

### Carrière en club
En 2013, il rejoint les moins de 18 ans du FC Lucerne, avant de faire ses débuts avec l’équipe réserve en 1re ligue l’année suivante.
Le 18 juillet 2015, il joue son premier match professionnel avec le FC Lucerne contre le FC Sion, après avoir remplacé Claudio Lustenberger à la 83e minute de jeu (match nul 2-2 à la Swissporarena). Il marque son premier but en Super League le 21 août 2016, face au FC Thoune, à la 87e minute de jeu (victoire 3-0 en SL 2016-2017).
En manque de temps de jeu avec le club lucernois, il s'engage en prêt jusqu'en juin 2018 avec une année en option, le 15 août 2017, avec le club polonais du Lechia Gdańsk, en Ekstraklasa. João Oliveira joue son premier match avec le Lechia Gdańsk le 18 août 2017 face au Sandecja Nowy Sącz, mais il est remplacé par Flávio Paixão à la 46e minute de jeu (défaite 3-2 au stade Energa). João Oliveira marque son premier but avec le club polonais le 26 août 2017, face au Wisła Cracovie, à la 79e minute de jeu, permettant a son équipe d'arracher un nul 1-1.
Le 21 juin 2018, le Vaudois signe au FC Lausanne-Sport pour une durée de trois ans. Sur le site du club, le LS le qualifie comme « prometteur » et comme « jeune talent ». Il joue son premier match avec le LS le 20 juillet 2018, à l'occasion de la première journée de Challenge League 2018-2019, face au SC Kriens. Débutant le match en tant que titulaire, les deux équipes se quittent sur un match nul 1-1 au stade olympique de la Pontaise. João inscrit son premier but avec les bleus et blancs le 2 décembre 2018, face au FC Aarau, lors d'un match de championnat, à la 34e minute de jeu (match nul 2-2 au stade du Brügglifeld).

### Carrière en sélection
Avec les moins de 17 ans, il dispute l'Euro U17 en 2013. Lors de cette compétition, il joue trois matchs : face à la Suède, à la Slovaquie et à l'Autriche.
Avec les moins de 19 ans, il participe aux éliminatoires du championnat d'Europe des moins de 19 ans en 2016, mais les Suisses échouent dans leur tentative de qualification.
Il joue son premier match avec les moins de 20 ans le 3 septembre 2015, face à la Pologne (défaite 1-0 à Meyrin). Ce match entre dans le cadre du tournoi des quatre nations des moins de 20 ans.
Avec les espoirs, il participe aux éliminatoires du championnat d'Europe espoirs 2019. Dans cette compétition, il joue six matchs dont deux en entier : face au pays de Galles et à la Bosnie-Herzégovine.

## Statistiques
| Saison                | Club                  | Championnat           | Championnat | Championnat | Coupe(s) nationale(s) | Coupe(s) nationale(s) | Compétition(s) continentale(s) | Compétition(s) continentale(s) | Compétition(s) continentale(s) | Total | Total |
| Saison                | Club                  | Division              | M.          | B.          | M.                    | B.                    | Comp.                          | M.                             | B.                             | M.    | B.    |
| 2013-2014             | FC Lucerne U21        | 1re ligue             | 6           | 0           | -                     | -                     | -                              | -                              | -                              | 6     | 0     |
| 2014-2015             | FC Lucerne U21        | 1re ligue             | 21          | 6           | -                     | -                     | -                              | -                              | -                              | 21    | 6     |
| 2015-2016             | FC Lucerne U21        | 1re ligue             | 10          | 3           | -                     | -                     | -                              | -                              | -                              | 10    | 3     |
| Sous-total            | Sous-total            | Sous-total            | 37          | 9           | -                     | -                     | -                              | -                              | -                              | 37    | 9     |
| 2015-2016             | FC Lucerne            | Super League          | 16          | 0           | 1                     | 1                     | -                              | -                              | -                              | 17    | 1     |
| 2016-2017             | FC Lucerne            | Super League          | 15          | 2           | 2                     | 1                     | C3                             | 1                              | 0                              | 18    | 3     |
| 2017-2018             | FC Lucerne            | Super League          | 1           | 0           | -                     | -                     | C3                             | 1                              | 0                              | 2     | 0     |
| 2017-2018             | Lechia Gdańsk (prêt)  | Ekstraklasa           | 19          | 3           | -                     | -                     | -                              | -                              | -                              | 19    | 3     |
| Sous-total            | Sous-total            | Sous-total            | 51          | 5           | 3                     | 2                     | -                              | 2                              | 0                              | 56    | 7     |
| 2018-2019             | FC Lausanne-Sport     | Challenge League      | 30          | 3           | 2                     | 0                     | -                              | -                              | -                              | 32    | 3     |
| 2019-2020             | FC Lausanne-Sport     | Challenge League      | 33          | 1           | 4                     | 0                     | -                              | -                              | -                              | 37    | 1     |
| Sous-total            | Sous-total            | Sous-total            | 63          | 4           | 6                     | 0                     | -                              | -                              | -                              | 69    | 4     |
| Total sur la carrière | Total sur la carrière | Total sur la carrière | 151         | 18          | 9                     | 2                     | -                              | 2                              | 0                              | 162   | 20    |

## Palmarès
- Champion de Suisse de D2 en 2020 avec le FC Lausanne-Sport